# Westmexiko-Baumwollratte
Die Westmexiko-Baumwollratte (Sigmodon mascotensis) ist ein im südwestlichen Mexiko verbreitetes Nagetier in der Gattung der Baumwollratten. Die Art ist eng mit der Stachligen Baumwollratte (Sigmodon hispidus) und der Arizona-Baumwollratte (Sigmodon arizonae) verwandt. Eine angenommene weitere Aufteilung der Population in drei Arten hat sich nicht bestätigt.

## Merkmale
Dieses große Nagetier ist ohne Schwanz 125 bis 200 mm lang, die Schwanzlänge beträgt 75 bis 138 mm und das Gewicht variiert zwischen 70 und 211 g. Es sind 30 bis 40 mm lange Hinterfüße und 17 bis 23 mm lange Ohren vorhanden. Das oberseitige Fell besteht aus dicken braunen Haaren mit gelben bis roten Tönungen sowie eingemischten schmalen schwarzen Haaren. Die Färbung ist an den Flanken und Wangen heller. Unterseits besteht das Fell aus Haaren, die an der Wurzel dunkelgrau und an den Spitzen weiß sind. Auf dem Schwanz befinden sich nur wenige Haare und er ist unterseits heller als oberseits. Die Oberseiten von Vorder- und Hinterpfoten sind mit grellweißem Fell bedeckt. Allgemein besteht der diploide Chromosomensatz aus 28 Chromosomen (2n=28) und wenige Populationen haben 27 Chromosomen.

## Verbreitung
Die Westmexiko-Baumwollratte bewohnt mexikanische Gebiete von den Bundesstaaten Nayarit und Zacatecas im Nordwesten bis nach Oaxaca im Südwesten. Sie hält sich im Flachland, in Gebirgen und auf Hochebenen bis zu 2550 Meter Höhe auf. Dieses Nagetier bewohnt laubabwerfende Wälder und besucht Anbauflächen.

## Lebensweise
Die tag- oder nachtaktiven Tiere bewegen sich auf dem Grund. Die Grasnester sind im dichten Bewuchs versteckt und liegen oft zwischen Wurzeln von Bäumen oder Baumstümpfen. Die Exemplare legen Trampelpfade an und fressen vorwiegend Pflanzensamen, die mit grünen Pflanzenteilen, Wurzeln, Insekten und anderen Kleintieren komplettiert werden. Auf einem Hektar leben 0,8 bis 25 Exemplare. Für zwei Männchen wurden nächtliche Wanderungen von etwa 18 Metern ermittelt. Weibchen können sich zu allen Jahreszeiten paaren. Ein Wurf enthält nach durchschnittlich 27 Tagen Trächtigkeit bis zu 12 Neugeborene.

## Gefährdung
Laut IUCN liegen keine Bedrohungen vor, die Population gilt als stabil und im Verbreitungsgebiet sind mehrere Schutzzonen vorhanden. Deshalb ist die Westmexiko-Baumwollratte als nicht gefährdet (least concern) kategorisiert.